# Turcopalpa glaseri
Turcopalpa glaseri is een vlinder uit de familie tastermotten (Gelechiidae). De wetenschappelijke naam is voor het eerst geldig gepubliceerd in 1973 door Povolny.
De soort komt voor in Europa.